# Свишня
Сви́шня (Сви́шенка) — река в Долгоруковском районе Липецкой области, правый приток реки Быстрая Сосна (бассейн Дона).

## Топонимика
В основе названия реки корень «выш» — текущая с высокого места.

## Физико-географическая характеристика
Длина реки — 36 км, площадь водосборного бассейна — 220 км².
Исток имеет у деревни Петровка. Устье у деревни Маховщина. Широкое русло в среднем и нижнем течении от села Стрелец. Не судоходна.
Питание снеговое, дождевое, родниковое. Ледостав в ноябре — декабре, держится около 140 дней, вскрывается в марте — апреле. Крупных притоков не имеет, в верхнем и нижнем течении впадают несколько небольших ручьёв. Одна крупная запруда близ истока в деревне Петровка.

## Населённые пункты от истока к устью
- Петровка
- Грибоедово
- Стегаловка
- Стрелец
- Хитрово
- Котово
- Свишни
- Агарково
- Маховщина